# 11380 Amolsingh
11380 Amolsingh eller 1998 SK100 är en asteroid i huvudbältet som upptäcktes den 26 september 1998 av LINEAR i Socorro County, New Mexico. Den är uppkallad efter Amol Singh.